# (100001) 1982 UC3
(100001) 1982 UC3, także 2005 AW9 – planetoida należąca do pasa planetoid.
Planetoida została odkryta 20 października 1982 roku w Obserwatorium Kitt Peak przez G. Alderinga.

## Charakterystyka fizyczna
Średnica planetoidy wynosi 4,3 km, natomiast jej albedo wynosi ok. 0,044.